# Phacellocerina limosa
Phacellocerina limosa é uma espécie de besouro da família Cerambycidae. Foi descrita pelo notável naturalista inglês Henry Walter Bates em 1862. A espécie é nativa da América do Sul e possui uma área de distribuição que abrange Guiana e Venezuela.